# Спанци
 Тази статия е за селото в България.  За селото в Егейска Македония, Гърция, вижте Спанци (дем Суровичево).  
Спанцѝ е село в Северна България, община Габрово, област Габрово.

## География
Село Спанци се намира на около 9 km северно от центъра на град Габрово и 15 km запад-югозападно от Дряново. Разположено е в централната част на платото Стражата, ниско по северния долинен склон на малък приток на Янтра, течаща на около 1,5 – 2 km източно от селото в Стражанския пролом. На около 300 m преди вливането на притока в Янтра се намира Иваниловският водопад. Климатът е умереноконтинентален. По високия северен край на Спанци надморската височина достига около 460 m, а на югоизток намалява до около 410 – 420 m.
Общински път, излизащ от северния край на Габрово покрай левия бряг на Янтра, води през селата Банковци, Гръблевци, Солари и Иванили до Спанци, а след селото продължава до село Кози рог, където прави връзка с третокласния републикански път III-4403.
Населението на село Спанци, наброявало 143 души при преброяването към 1934 г., намалява до 22 души към 1985 г., а по текущата демографска статистика за населението към 2019 г. наброява 13 души.

## Етимология
Името е по изчезналото лично име *Спан < спан „който много спи“. Сравними са местното име Спанча, горист хълм и пасище на З от Алистрат, Драмско, селищните имена Горно и Долно Спанчево, Санданско, Спанчов, Силистренско, Спанчово, Ругуновско, Спанчево, Кочанско, Спанци, Леринско, река Спанч, Кукушко.

## История
През 1966 г. дотогавашното населено място колиби Спанците е преименувано на Спанци, а през 1995 г. колиби Спанци придобива статута на село..

## Hаселение
Преброяване на населението през 2011 г.
Численост и дял на етническите групи според преброяването на населението през 2011 г.:
|                     | Численост | Дял (в %) |
| Общо                | 14        | 100,00    |
| Българи             | 13        | 92,85     |
| Турци               | 0         | 0,00      |
| Цигани              | 0         | 0,00      |
| Други               | 0         | 0,00      |
| Не се самоопределят | 0         | 0,00      |
| Неотговорили        | 0         | 0,00      |